# Elaealis metachalcistis
Elaealis metachalcistis är en fjärilsart som beskrevs av George Francis Hampson 1917. Elaealis metachalcistis ingår i släktet Elaealis och familjen mott. Inga underarter finns listade i Catalogue of Life.